# Pierre Schori

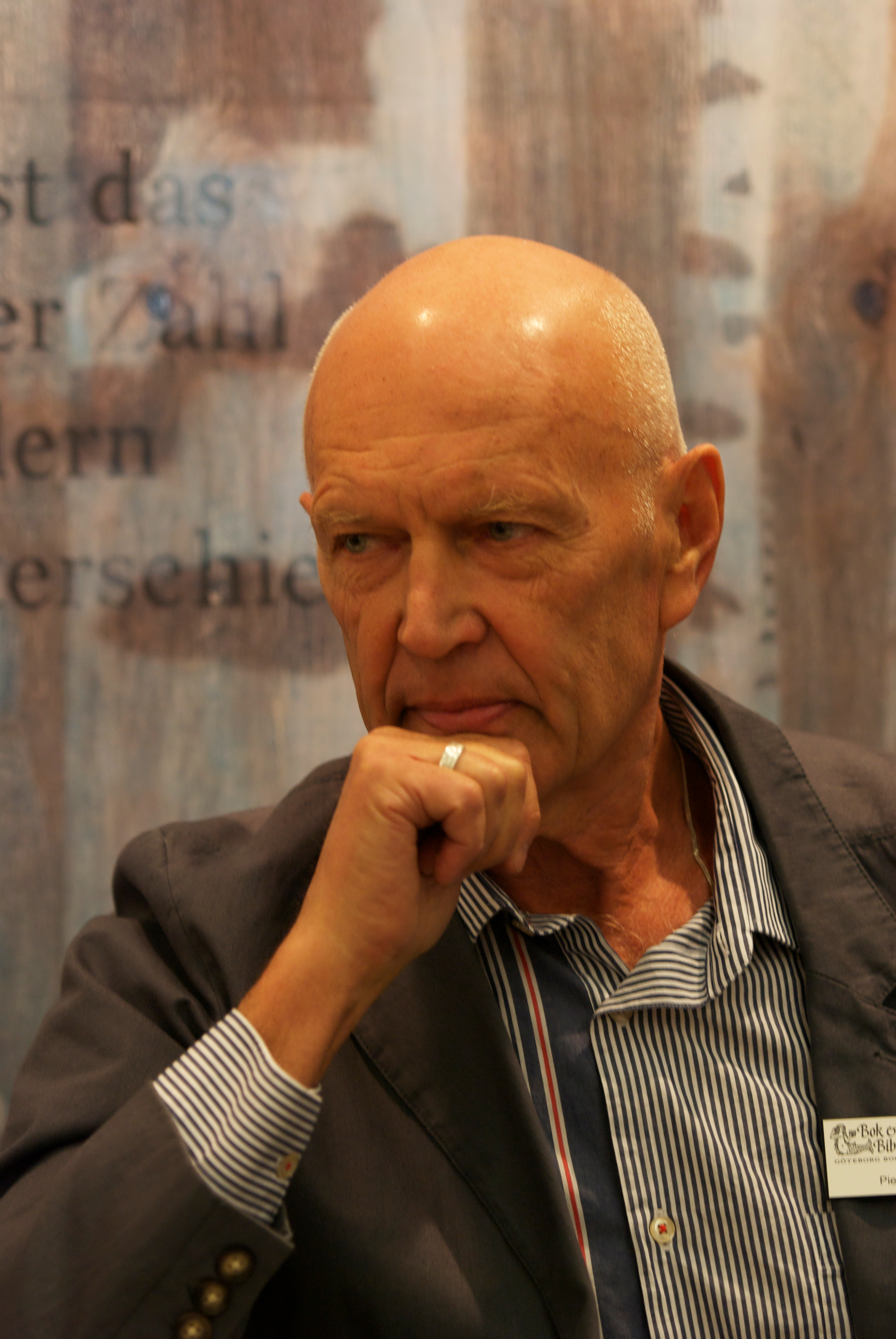
Pierre Schori, 2011

Jean-Pierre Olov Schori (* 14. Oktober 1938 in Norrköping) ist ein schwedischer Diplomat Schweizer Abstammung.

## Leben
Schori war mehrere Jahre lang internationaler Sekretär der SAP und enger Berater des schwedischen Premierministers Olof Palme. In den Jahren 1982 und 1991 war er Generalsekretär des schwedischen Außenministeriums, in den Jahren 1994 und 1999 Kabinettsmitglied und stellvertretender Außenminister, Mitglied des Europäischen Parlaments und schwedischer Botschafter bei den Vereinten Nationen. Im April 2005 wurde er vom Generalsekretär der Vereinten Nationen, Kofi Annan, zum Sondergesandten für die Elfenbeinküste ernannt.
Er wurde von der Europäischen Union zum Wahlbeobachter der Wahlen im Jahr 2002 in Simbabwe ernannt. Von März 2007 bis September 2009 war er Generaldirektor des FRIDE, einem Think-Tank in Madrid.
In einem Fernseh-Interview am 22. Februar 2004 bezeichnete der israelische Botschafter in Schweden, Zvi Mazel, ihn und den ehemaligen schwedischen Außenminister, Sten Andersson, als „professionelle Anti-Israelis“.